# Dâmbu Radului
Dâmbu Radului este o așezare din Neolitic, monument istoric clasificat sub cod LMI SJ-I-s-B-04900.